# Drolerija
Drolerija (francosko: Drolerie), je šaljiv prizor s človeškimi ali živalskimi liki na robovih srednjeveških rokopisov in na rezbarjenih kornih klopeh. 
Poleg zabavnega značaja se pogosto posmehujejo človeškim slabostim. Drolerije kot take uvrščamo med zvrsti karikature in humorja.